# Великі Карачури
Великі Карачу́ри (рос. Большие Карачуры, чув. Карачура) — присілок у складі Чебоксарського району Чувашії, Росія. Входить до складу Лапсарського сільського поселення.
Населення — 1120 осіб (2010; 132 у 2002).
Національний склад:
- чуваші — 89 %